# Тіокарбонатні кислоти
Тіокарбонатні кислоти (рос. тиоугольные кислоты, англ. thiocarbonate acids) — сірковмісні аналоги вугільної кислоти. 
З трьох можливих відома лише тритіокарбонатна кислота H2CS3, для інших (монотіокарбонатної S=C(OH)2→ O=C(SH)OH i дитіокарбонатної S=C(SH)OH →O=C(SH)2) відомі лише похідні, передусім солі, аміди (тіосечовина, тіо- й дитіокарбамінові кислоти), ангідрид і галогенангідрид дитіокарбонатної кислоти (CS2, CSCl2) та ін.